# Sępik (skała)
Sępik niem. Geierstein (560–580 m n.p.m.) – gnejsowa skałka w południowo-zachodniej Polsce, w Sudetach Środkowych, w Górach Sowich.
Skałka położona jest w północno-zachodniej części Gór Sowich, około 2,8 km na północ od centrum miejscowości Walim.
Niewielka skałka gnejsowa o wysokości do 10 m na południowo-zachodnim zboczu Babiego Kamienia. Wyrasta z usypiska kamieni i głazów w postaci grzędy na wysokości 560–580 m, około 100 m poniżej szczytu. Wokół rośnie gęsty las świerkowo-bukowy regla górnego. Skałka stanowi pomniki przyrody nieożywionej. W przeszłości twardzielcowa skałka Sępik stanowiła jedną z atrakcji dla letników z Walimia oraz turystów wędrujących z Zagórza Śl. na Wielką Sowę. Do lat 50. XX wieku obok skałki prowadził  czerwony szlak turystyczny. Obecnie skałka jest zapomniana, znajduje się poza szlakami znakowanymi, zarośnięta gęstym lasem, jest trudna do odszukania i bardzo rzadko odwiedzana przez turystów.